# Soulsonic Force
Soulsonic Force (también conocido como Afrika Bambaataa & the Soulsonic Force) es un grupo estadounidense de electro-funk y hip hop liderado por Afrika Bambaataa que contribuyó a desarrollar el hip hop en los primeros años 1980 con canciones como "Planet Rock". Influyeron también sobre el nacimiento del movimiento electro en Estados Unidos y sentaron las bases de estilos de música electrónica de baile modernos como el electro-funk y el electro hop.
En 1982, Soulsonic Force y Afrika Bambaataa publicaron un sencillo llamado "Planet Rock".  La canción tomaba prestados motivos musicales del electro-pop alemán, del rock británico y del disco rap afroamericano. Todos esos diferentes elementos musicales se fusionaron, aportando al hip hop una nueva visión de armonía global. La canción se convirtió automáticamente en un hit y arrasó en las listas de éxitos de todo el mundo.
Las canciones más conocidas del grupo son "Planet Rock", "Looking for the Perfect Beat" y "Renegades of Funk" (que es una de las primeras canciones de rap políticamente consciente junto a "The Message" de Grandmaster Flash and The Furious Five).

## Miembros
- Afrika Bambaataa
- Mr. Biggs
- Pow Wow
- The G.L.O.B.E
- DJ Jazzy Jay
- Cosmic Force.

## Discografía
- Planet Rock - The Album (1986)
- "Planet Rock" (Swordfish Mix) en la banda sonora de la película Operación Swordfish.